# Општина Тулча (Тулћа)
Тулча (рум. Tulcea) општина је у Румунији у округу Тулћа.
Oпштина се налази на надморској висини од 1 m.

## Становништво

### Попис2002.
| Расподела становништва по националности 2002.‍ | Расподела становништва по националности 2002.‍ | Расподела становништва по националности 2002.‍ | Расподела становништва по националности 2002.‍ | Расподела становништва по националности 2002.‍ |
| --------------------------------------------- | --------------------------------------------- | --------------------------------------------- | --------------------------------------------- | --------------------------------------------- |
|                                               |                                               |                                               |                                               |                                               |
| Румуни                                        | Румуни                                        |                                               | 84.773                                        | 92,3%                                         |
| Мађари                                        | Мађари                                        |                                               | 69                                            | 0,1%                                          |
| Роми                                          | Роми                                          |                                               | 1.260                                         | 1,4%                                          |
| Украјинци                                     | Украјинци                                     |                                               | 615                                           | 0,7%                                          |
| Немци                                         | Немци                                         |                                               | 57                                            | 0,1%                                          |
| Руси                                          | Руси                                          |                                               | 3.129                                         | 3,4%                                          |
| Турци                                         | Турци                                         |                                               | 1.274                                         | 1,4%                                          |
| Татари                                        | Татари                                        |                                               | 149                                           | 0,2%                                          |
| Срби                                          | Срби                                          |                                               | 3                                             | 0,0%                                          |
| Словаци                                       | Словаци                                       |                                               | 9                                             | 0,0%                                          |
| Бугари                                        | Бугари                                        |                                               | 32                                            | 0,0%                                          |
| Хрвати                                        | Хрвати                                        |                                               | 10                                            | 0,0%                                          |
| Грци                                          | Грци                                          |                                               | 412                                           | 0,4%                                          |
| Јевреји                                       | Јевреји                                       |                                               | 20                                            | 0,0%                                          |
| Пољаци                                        | Пољаци                                        |                                               | 7                                             | 0,0%                                          |
| Италијани                                     | Италијани                                     |                                               | 25                                            | 0,0%                                          |
| Јермени                                       | Јермени                                       |                                               | 7                                             | 0,0%                                          |
| други                                         | други                                         |                                               | 22                                            | 0,0%                                          |

### Хронологија
| Година       | 1992  | 1993  | 1994  | 1995  | 1996  | 1997  | 1998  | 1999  | 2000  | 2001  | 2002  | 2003  | 2004  | 2005  | 2006  | 2007  | 2008  | 2009  | 2010  | 2011  | 2012  | 2013  | 2014  | 2015  | 2016  | 2017  |
| ------------ | ----- | ----- | ----- | ----- | ----- | ----- | ----- | ----- | ----- | ----- | ----- | ----- | ----- | ----- | ----- | ----- | ----- | ----- | ----- | ----- | ----- | ----- | ----- | ----- | ----- | ----- |
| Становништво | 95268 | 95698 | 95900 | 96185 | 96106 | 96268 | 95862 | 95269 | 94909 | 94875 | 94834 | 94792 | 94737 | 94921 | 94921 | 94753 | 94091 | 93654 | 93280 | 92521 | 91908 | 91353 | 90774 | 90113 | 89194 | 88205 |